# 麗昌工廠大廈四級火
麗昌工廠大廈四級火是在2010年3月8日於香港九龍荔枝角青山道479號麗昌工廠大廈發生的四級火警。事件導致一名消防隊目楊俊傑殉職，三名消防員受傷，成為繼1981下半年廣隆泰工業大廈大火後另一宗於荔枝角發生的嚴重火災。

## 事件經過
麗昌工廠大廈五樓當天早上8時19分五樓冒出濃煙，消防員接報到場。消防員動用三條喉和三隊煙帽隊灌救。警員協助工人疏散。
早上9時50分，消防決定將火警升為三級火。
早上10時58分將火警升為四級火。期間一名消防員感到不適，戴上氧氣罩，送院治理。

直至下午3時，火勢6小時撲熄，先後有4名消防員送院，其中1人送院後不治。2010年3月23日，楊氏於紅磡世界殯儀館舉行喪禮，期間靈車駛往青山道往旺角方向再駛往荔枝角消防局，並且有香港警察樂隊奏哀樂，而他的靈柩隨即送往粉嶺浩園安葬。

## 各方回應
- 時任消防處長盧振雄於火災現場向傳媒宣佈曾與其於同一消防分局服役的消防隊目楊俊傑殉職時一度哽咽，不能言語。
- 署理行政長官唐英年及保安局長李少光，下午探望受傷消防員及殉職消防員家屬。